# Linczegh János
Linczegh János vagy Linzig János (Kolozsvár  , 1606. május 30. – 1679. július 8.) Kolozsvár főbírója. 

## Élete
Nagyapja Linz városából származott. 1621-től a szűcsmesterségre készült, és 1627-ben felszabadult. Ekkor külföldre ment, és Bécsben több mint két évig lakott. Amikor hazajött, önálló mesterré lett, és 1630. december 1-jén feleségül vette Tolnai János kolozsvári bíró leányát, Borbálát. Két lányuk született, akik elhunytak az 1645–46-os pestisjárványban; Borbála maga már korábban elhalálozott. 
Linczegh 1632-ben már Kolozsvár centum paterei közé tartozott, 1650-ben főpolgár, 1663-ban pedig főbíró és 16 ízben a szűcsök céhmestere volt. 1643-ban újra megnősült, második felesége Hosszú Kata, Hosszú Tamás királybíró lánya, Heltai Gáspár dédunokája lett. Második házasságából tizenegy gyermeke született, de csak kettő érte meg a felnőttkort. 
1644-től kezdve a város gyakran küldte a fejedelemhez, országgyűlésre, tatár kánhoz és pasákhoz. Kolozsvár történetében nevét Szejdi Ahmed budai pasához való küldetése (1660. május 20–21.) tette emlékezetessé, aki II. Rákóczi György szászfenesi csatavesztése előtt megjelent Kolozsvár alatt. Linczegh naplója szerint:
„a város megrémült, s én harmadmagammal u. m. Benedek deákkal és Brassai Györgygyel egy rosz, két lovas szekéren kimentünk a táborba, fel egy nagy hegyre, melyre sátora fel volt vonva; basái állották körül; midőn elébe menve, salutálni kezdettem s egy részt elmondtam, szemei vérbeborulván, megriasztott, törökül szidott és a hóhéroknak parancsolta, hogy mindjárt megöljenek. Azok megragadtak, nyakunkról a gallért lehúzták, hogy fejeinket vegyék. Ekkor az egri basa térdre esék előtte, megcsókolá köntösét és mondá: Mit cselekszik Nagyságod ilyen városnak birájával? Most jöttél be az országba, nem illik, hogy ilyen kegyetlenséget mutatsz. Erre megkegyelmeze, s oda ada a hóhérok kezébe, a hol az emberek fejét nyúzták. A mint oda értünk, lábainkra vasat vertek, és tizedmagunkkal nyakunkra vaskarikákat csinálván, azok lyukain a torkunk alatt 30–40 ölnyi lánczot által vontak, s össze fűzvén, elénk vetették az emberfőket, hogy megnyúzzuk. Látván a törökök állapotunkat, s tudván, hogy a város birái vagyunk, minket nem kényszerítettek, de a többivel estig nyúzatták”
Másnap a Szejdi ötven janicsár kíséretében visszaküldte Linczeghet a város kapujához, hogy nyittassa ki velük. A főbíró azonban odaérve azt kiáltotta a kapuőröknek, hogy veszélyes a törököket bebocsátani. A janicsárok erre megragadták, hogy megöljék, de aztán ismét visszaküldték, hogy nyittassa ki a kaput. Linczegh azonban a falhoz érve ezt kiáltotta be: „Én kéredzem be, kérem, hogy megnyissák a kaput, de ti semmiképpen be nem bocsássatok, mert el kell vesznetek!” Harmadszor és negyedszer is ugyanez történt, utoljára ezt mondta: „Énnekem most meg kell halnom! A várost meg ne adjátok! A vezírnek való ajándékra gondot viseljetek! Engeszteljétek a vezírt!” Szejdi Ahmed pasa végül is megkegyelmezett neki, és aranyos kaftánt adott ajándékba, azonkívül egy törökül és magyarul írt menedéklevelet, hogy hazamehessen a városba. 
Lánya, Linczegh Kata Aranyos-rákosi Nagy Ferenc neje volt; az ő leánya Rákosi Nagy Judit, Pákey Lajos anyja, aki a családi jegyzőkönyvet és ebben Linczegh eredeti bejegyzéseit 1854-ben a Magyar Tudományos Akadémiának ajándékozta.

## Emlékezete
Kolozsváron róla nevezték el a városházát a Fürdő (Pavlov, Cardinal Iuliu Hossu) utcával összekötő utcácskát (ma Vasile Alecsandri utca). Az irodalomban Pergő Celesztin négyfelvonásos drámája, Gyalui Farkas színműve (1898), illetve Szőcs Géza Linczigh bíró című bábjátéka állított neki emléket.